# Alternativní pojmenování prvoků
Prvoci mají velké množství alternativních názvů, které vznikaly v průběhu protozoologického výzkumu. Zde jsou seřazeny od nejstarších k nejmladším pojmenováním. Mnohá se však už dnes nepoužívají.
| Pojmenování                    | Autor                               | Rok       | Vymezení (pokud není uvedeno jinak, tak dle)                                                                                            |
| ------------------------------ | ----------------------------------- | --------- | --- |
| Animalcula                     | Antoni van Leeuwenhoek              | 1676      | mikroorganismy ve vodním prostředí ale i domnělé organismy v těle (spermie)                                                             |
| Monády                         | Gottfried Wilhelm Leibniz           | 1714      | dříve většinou bičíkovci, dnes obecný tělní typ některých řas či bičíkovců                                                              |
| Infusoria/Animalcula infusoria | Martin Frobenius Ledermüller        | 1760–1763 | především nálevníci (definovaní jako organismy vyskytující se v nálevech), Lamarck však termín Infusoria používal jako zoologický taxon |
| Urthiere                       | Lorenz von Oken                     | 1805      | německy synonymum pro nálevníky, odděluje však také jednobuněčné organismy od pravých rostlin a živočichů                               |
| Protozoa                       | Georg August Goldfuss               | 1818      | původně nálevníci, žahavci, houbovci a mechovky dohromady, tento termín tedy v podstatě řadí prvoky mezi živočichy                      |
| Animalia Microscopica          | Jean Baptiste Bory de Saint-Vincent | 1826      | synonymum pro Infusoria |
| Eithiere/Oozoa                 | Carl Gustav Carus                   | 1832      | synonymum pro Infusoria |
| Archezoa                       | Maximilian Perty                    | 1852      | původně synonymum pro Protozoa, dnes ale hypotetiční heterotrofní eukaryota bez mitochondrií                                            |
| Microzoaires                   | Emile de Fromentel                  | 1874      | různé mikroskopické organismy |

| Pojmenování | Autor         | Rok  | Vymezení (pokud není uvedeno jinak, tak dle) |
| ----------- | ------------- | ---- | --- |
| Acrita      | Richard Owen  | 1861 | jednobuněčné organismy a navíc některé jednoduché mnohobuněčné organismy; také organismy bez nervového systému                                                          |
| Oozoa       | ?             | ?    | stejně jako Acrita (bez nervového systému) |
| Protoctista | John Hogg     | 1861 | říše oddělující prvoky od říší zvířat, rostlin a plísní, dnes ale v pozměněném smyslu jako jedna z pěti Whittakerových říší, dnes definována na základě několika negací |
| Protista    | Ernst Haeckel | 1866 | skupina, která v moderním pojetí zahrnuje všechna jednobuněčná eukaryota                                                                                                |